# Erpis
Erpis é um gênero de mariposa pertencente à família Crambidae.